# Passeport pour le futur
Pour plus de détails, voir Fiche technique et Distribution.
Passeport pour le futur (Late for Dinner) est un film américain réalisé par W. D. Richter, sorti en 1991.

## Synopsis
Dans l'Amérique des années 60, deux beaux-frères liés par un crime malencontreux deviennent malgré eux les cobayes d'une expérimentation en cryogénisation. A leur réveil, soit 29 ans plus tard, le monde a complètement évolué et leur vie personnelle s'en trouve grandement chamboulée.

## Fiche technique
- Titre original : Late for Dinner
- Titre français : Passeport pour le futur
- Réalisation : W. D. Richter
- Scénario : Mark Andrus
- Photographie : Peter Sova
- Montage : Richard Chew et Robert Leighton
- Musique : David Mansfield
- Production : Gary Daigler, Dan Lupovitz et W. D. Richter
- Pays d'origine : États-Unis
- Langue : Anglais
- Format : Couleurs - 1,85:1 - Mono
- Genre : Drame, Science-fiction
- Durée : 99 min

## Distribution
- Brian Wimmer (VF : Éric Chevalier) : Willie Husband
- Peter Berg : Frank Lovegren
- Marcia Gay Harden (VF : Michèle Lituac) : Joy Husband
- Colleen Flynn : Jessica Husband adulte
- Peter Gallagher : Bob Freeman
- Michael Beach : Dr. David Arrington
- Drew Snyder : Albert
- Richard Steinmetz : Donald Freeman adulte
- Cassy Friel : la petite Jessica Husband
- Ross Malinger : le petit Donald Freeman
- Luce Rains : Duane Gardener (crédité Steven Schwartz-Hartley)
- John Prosky : l'officier Tom Bostich
- Bo Brundin (VF : Richard Leblond) : Dr Dan Chilblains
- Donald Hotton : Dr Chris Underwood
- Kyle Secor : Leland Shakes
- Janeane Garofalo : la fille au comptoir du fast-food